# James Boothby Motors
Die James Boothby Motors Ltd. war ein britischer Automobilhersteller in Horley (Surrey). Von 1947 bis 1950 wurde dort ein Sportwagen unter dem Namen JBM hergestellt.
Der JBM Competition Roadster Series II wurde in sehr geringer Stückzahl gebaut. Der offene Roadster war wohl in erster Linie für den Rennsport gedacht, er eignete sich jedoch auch für den Straßenverkehr. Er hatte einen Rohrrahmen und hinten und vorne eine Starrachse mit Querblattfedern.  Angetrieben wurde der JBM von einem seitengesteuerten V8-Motor mit 3,6 l Hubraum, der von Ford zugeliefert wurde. Die Leistung betrug 120 bhp (88 kW) und wurde über ein Ford-Dreiganggetriebe an die Hinterräder weitergeleitet.
Der JBM V8 entstand aus aufgearbeiteten Gebrauchtteilen. Damit galt er fiskalisch nicht als Neuwagen und man konnte so die recht hohe Neuwagensteuer im Vereinigten Königreich umgehen. Da der Absatz so gering war, musste die Firma 1950 ihre Tore schließen.

## Modelle
| Modell | Bauzeitraum | Zylinder | Hubraum  | Leistung        | Radstand |
| ------ | ----------- | -------- | -------- | --------------- | -------- |
| V8     | 1947–1950   | 8 V      | 3622 cm³ | 120 bhp (88 kW) |          |